# Andi Knoll

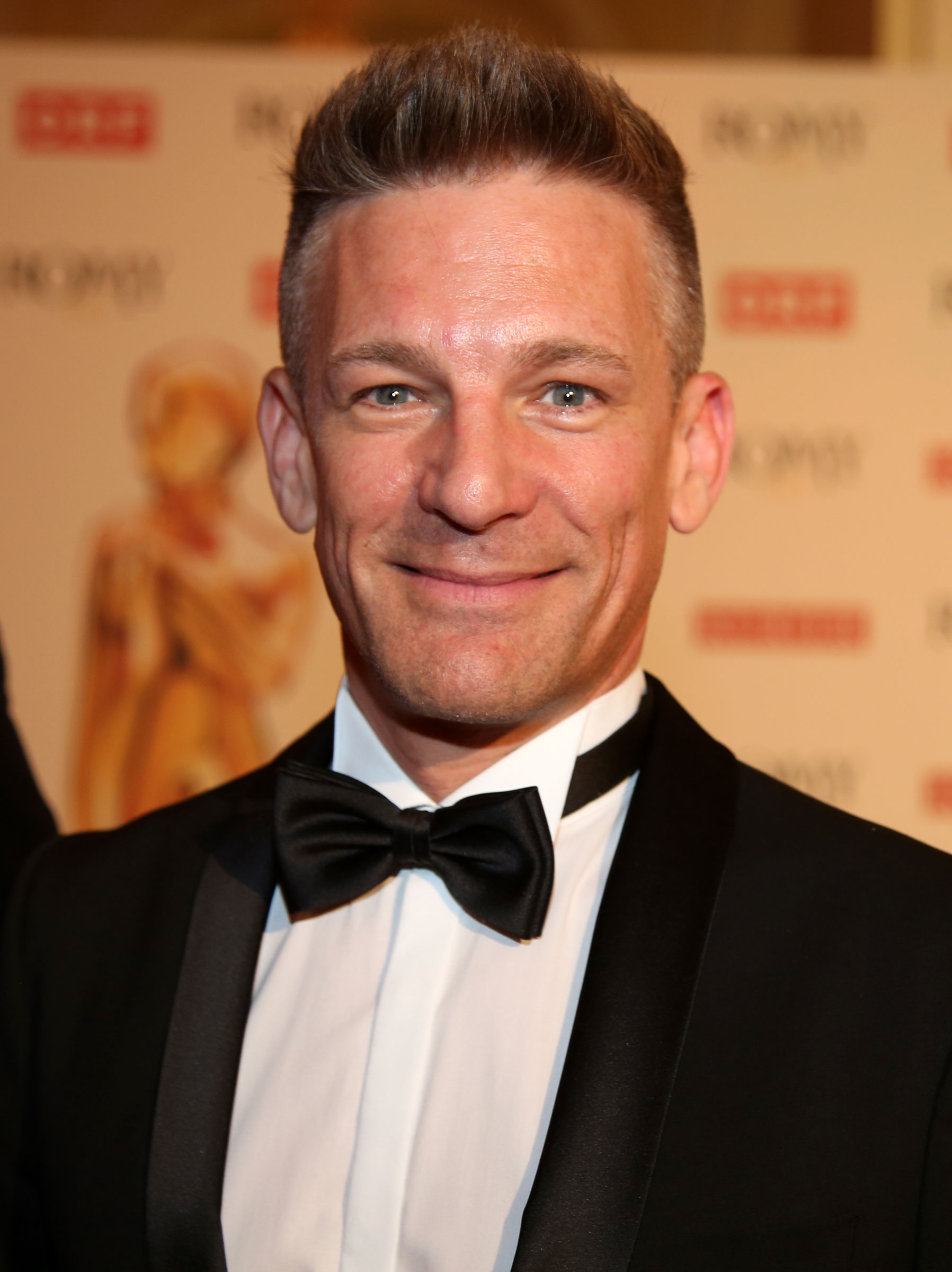
Andi Knoll

Andreas (Andi) Knoll (Innsbruck, 11 juni 1972) is een Oostenrijks radio- en televisiepresentator.

## Biografie
Sinds het Eurovisiesongfestival 1999 geeft Knoll het Oostenrijkse commentaar op het festival. Hij nam de taak over van Ernst Grissemann. Sinds 2002 presenteert Knoll de nationale preselectie van Oostenrijk. Knoll gaf ook verscheidene malen het commentaar tijdens het Eurovisiedansfestival. In 2007 presenteerde hij de dagelijkse talkshow Wie Bitte?. Sinds februari 2011 presenteert hij de ORF-Show Österreich wählt en sinds september 2011 presenteert hij samen met Doris Golpashin en Tom Walek de show  Die große Chance.
Knoll studeerde af op de Academy of Commerce in 1992 en werkt sinds 1994 voor de radiozender Hitradio Ö3 waar hij verschillende shows presenteert.